# Gustaf Wachtmeister (1887–1978)
Gustaf Axel Otto Wachtmeister af Johannishus, född 5 februari 1887 i Öveds församling, Malmöhus län, död 24 april 1978 i Gryt, Kristianstads län, var en svensk greve och kabinettskammarherre.

## Biografi
Gustaf Wachtmeister af Johannishus föddes 1887 på Övedskloster i Öveds församling. Han var son till förste hovstallmästare, greve Carl Wachtmeister (1856–1935) och friherrinnan Ebba Ramel (1865–1910). Wachtmeister tog mogenhetsexamen 9 juni 1904 och blev 15 juni samma år officersvolontär vid Livgardet till här. Han transporterades 1905 till Skånska husarregementet och blev samma år elev vid Krigshögskolan. Wachtmeister utexaminerades 14 december 1907 och blev underlöjtnant vid Skånska husarregementet (K 5) 31 december 1907. Han avancerade och blev 31 december 1909 löjtnant och transporterades till Livgardet till häst (K 1) 18 april. 1914.
Wachtmesiter utnämndes 1918 till riddare av Sankt Olavs orden av andra klassen och tog avsked 31 oktober 1919 med tillstånd att träda i regementets reserver. Han blev ryttmästare i regementets reserver 15 december 1922, hovstallmästare 30 december 1926 och tilldelades Konung Gustaf V:s jubileumsminnestecken 16 juni 1928. Wachtmeister blev kabinettskammarherre 16 juni 1933 och utnämndes riddare av Johanniterorden 1934.
Han var innehavare av Wanås fideikommiss.

### Familj
Wachtmeister gifte sig 20 januari 1920 på Trollenäs med Margaretha Trolle (1899–1991), dotter till överhovjägmästaren, friherre Nils Trolle och friherrinnan Anna Leijonhufvud. Han var far till Carl-Axel Wachtmeister (1921–2010), Wilhelm Wachtmeister (1923–2012), Otto Wachtmeister (1928–2000) och Ebba Wachtmeister (1937–2006). Wachtmeister avled 1978 och gravsattes på Gryts kyrkogård.